# Eilhard
Eilhard oder Eilhart ist ein männlicher Vorname. Eine gebräuchliche Kurzform des Namens ist Eike.

## Bekannte Namensträger
- Eilhard Lubinus (eigentlich Eilhard Lübben oder Eilert Lübben; 1565–1621), deutscher Theologe, Philosoph und Mathematiker
- Eilhard Mitscherlich (1794–1863), deutscher Chemiker und Mineraloge
- Eilhard Alfred Mitscherlich (1874–1956), deutscher Pflanzenbauwissenschaftler und Bodenkundler
- Eilhart von Oberg (auch Oberge), mittelhochdeutscher Dichter
- Eilhard Wiedemann (Physiker) (1852–1928), deutscher Physiker
- Franz Eilhard Schulze (1840–1921), deutscher Zoologe und Anatom